# Joe Taylor
Joseph William John Taylor (18 de noviembre de 2002), más conocido como Joe Taylor, es un futbolista galés. Juega como delantero en el Huddersfield Town A. F. C. de la EFL League One. También, es integrande de la selección de fútbol sub-21 de Gales.

## Carrera

### Clubes

#### Non League
Taylor firmó una extensión de contrato de un año con el club de la National League, King's Lynn Town, en diciembre de 2020. Taylor se unió al club de la Eastern Counties League Premier Division, Wroxham, en calidad de préstamo antes de la temporada 2021-22, haciendo su debut en el primer partido contra Walsham-le-Willows. En su primer partido en casa, Taylor anotó un hat-trick mientras su equipo aplastaba al Thetford Town por 7-2. En octubre de 2021, Taylor fue llamado de vuelta por King's Lynn después de marcar 21 goles en solo trece apariciones, y debutó en la National League desde el banquillo en una derrota en casa por 1-0 ante Solihull Moors.

#### Peterborough United
El 15 de noviembre de 2021, Taylor se unió al club de la Championship, Peterborough United, por una tarifa no revelada en un contrato de dos años y medio, uniéndose inicialmente al equipo sub-23 del club. En diciembre de 2021, se informó que Taylor estaba impresionando en el equipo sub-23 y comenzaría a entrenar con el primer equipo. Después de marcar un triplete en la victoria de los cuartos de final de la Premier League Cup contra el Charlton Athletic, Taylor hizo su debut en el primer equipo cuatro días después, el 8 de marzo de 2022, en un empate 1-1 contra el segundo clasificado AFC Bournemouth.
Marcó su primer gol para Peterborough en una victoria de la EFL Cup sobre Plymouth Argyle el 10 de agosto de 2022.

#### Luton Town
El 31 de enero de 2023, Taylor fichó por el club de la Championship, Luton Town, por un monto no revelado.

### Internacional
En septiembre de 2022, Taylor hizo su debut en el equipo nacional sub-21 de Gales como titular en la derrota por 2-0 en un amistoso contra la selección sub-21 de Austria.

## Estadísticas

### Clubes
Actualizado al último partido disputado el 27 de mayo de 2023.
| Club                | Temporada    | Liga                              | Liga | Liga  | FA Cup | FA Cup | Copa de la Liga | Copa de la Liga | Otros | Otros | Total | Total |
| Club                | Temporada    | División                          | PJ   | Goles | PJ     | Goles  | PJ              | Goles           | PJ    | Goles | PJ    | Goles |
| ------------------- | ------------ | --------------------------------- | ---- | ----- | ------ | ------ | --------------- | --------------- | ----- | ----- | ----- | ----- |
| King's Lynn Town    | 2021-22      | National League                   | 1    | 0     | 0      | 0      | —               | —               | 0     | 0     | 1     | 0     |
| Wroxham (préstamo)  | 2021-22      | Eastern Counties Premier Division | 11   | 20    | 1      | 0      | —               | —               | 1     | 1     | 13    | 21    |
| Peterborough United | 2021-22      | Championship                      | 4    | 0     | 0      | 0      | 0               | 0               | 0     | 0     | 4     | 0     |
| Peterborough United | 2022-23      | League One                        | 8    | 0     | 1      | 0      | 2               | 1               | 4     | 0     | 15    | 1     |
| Peterborough United | Total        | Total                             | 12   | 0     | 1      | 0      | 2               | 1               | 4     | 0     | 19    | 1     |
| Luton Town          | 2022-23      | Championship                      | 5    | 0     | 0      | 0      | 0               | 0               | 1     | 0     | 6     | 0     |
| Career total        | Career total | Career total                      | 27   | 20    | 2      | 0      | 2               | 1               | 6     | 1     | 39    | 22    |